# 小出保太郎
小出保太郎（日语： Yasutaro Koide，1903年3月13日—2016年1月19日），日本超級人瑞，在百井盛於2015年7月5日逝世後，成為世界在世最年長男性。他居住於愛知縣名古屋市守山區，自2014年3月31日起就是該縣的最年長者。
小出能夠不使用眼鏡閱讀報紙，也能夠不使用假牙吃飯。在他年輕的時候，他曾在、洋服店的裁縫工作，繼續工作到105歲。他106歲的時候搬到了名古屋。他在110歲之前還能夠騎自行車。
2016年1月19日凌晨0點17分因心臟衰竭和肺炎在名古屋的醫院逝世，享壽112歲312天。